# オールニッポン・アセットマネジメント
オールニッポン・アセットマネジメント株式会社は、日本の資産運用会社。
山口フィナンシャルグループ、西日本シティ銀行、広島銀行、十六銀行、山陰合同銀行、秋田銀行、山形銀行が1億円ずつ出資して、日本政策投資銀行、東海東京フィナンシャル・ホールディングスが出資した。2017年3月15日に北越銀行、愛知銀行、大分銀行が新たに資本参加した。その後2018年３月に青森銀行、長野銀行、2019年３月に紀陽銀行、同年８月に山梨中央銀行が新たに出資した。